# Mats Rubarth
Mats Carl Rickard Rubarth (* 25. ledna 1977 Örebro, Švédsko) je bývalý švédský fotbalový záložník a reprezentant a současný hudebník.

## Klubová kariéra
- Örebro SK (mládež)
- Örebro SK 1997–2000
- AIK Stockholm 2001–2008

## Reprezentační kariéra
Odehrál jeden zápas za švédskou jedenadvacítku (17. 3. 1999 proti Rakousku, výhra 1:0).
V A-mužstvu Švédska debutoval 22. ledna 2004 na turnaji Carlsberg Cup v Hongkongu proti týmu Norska (prohra 0:3). Byl to jeho jediný start ve švédském národním týmu.

## Hudební kariéra
Mats Rubarth je členem švédské rockové kapely Casablanca, kde hraje na baskytaru.